# Saint-Germain-des-Prés (Parigi)
Saint-Germain-des-Prés è il 24º quartiere amministrativo di Parigi, situato nel VI arrondissement al termine della rue de Rennes tra il boulevard Saint-Germain e la Senna. Deve il suo nome all'abbazia sui cui terreni è risorto nel XIX secolo.

## Storia

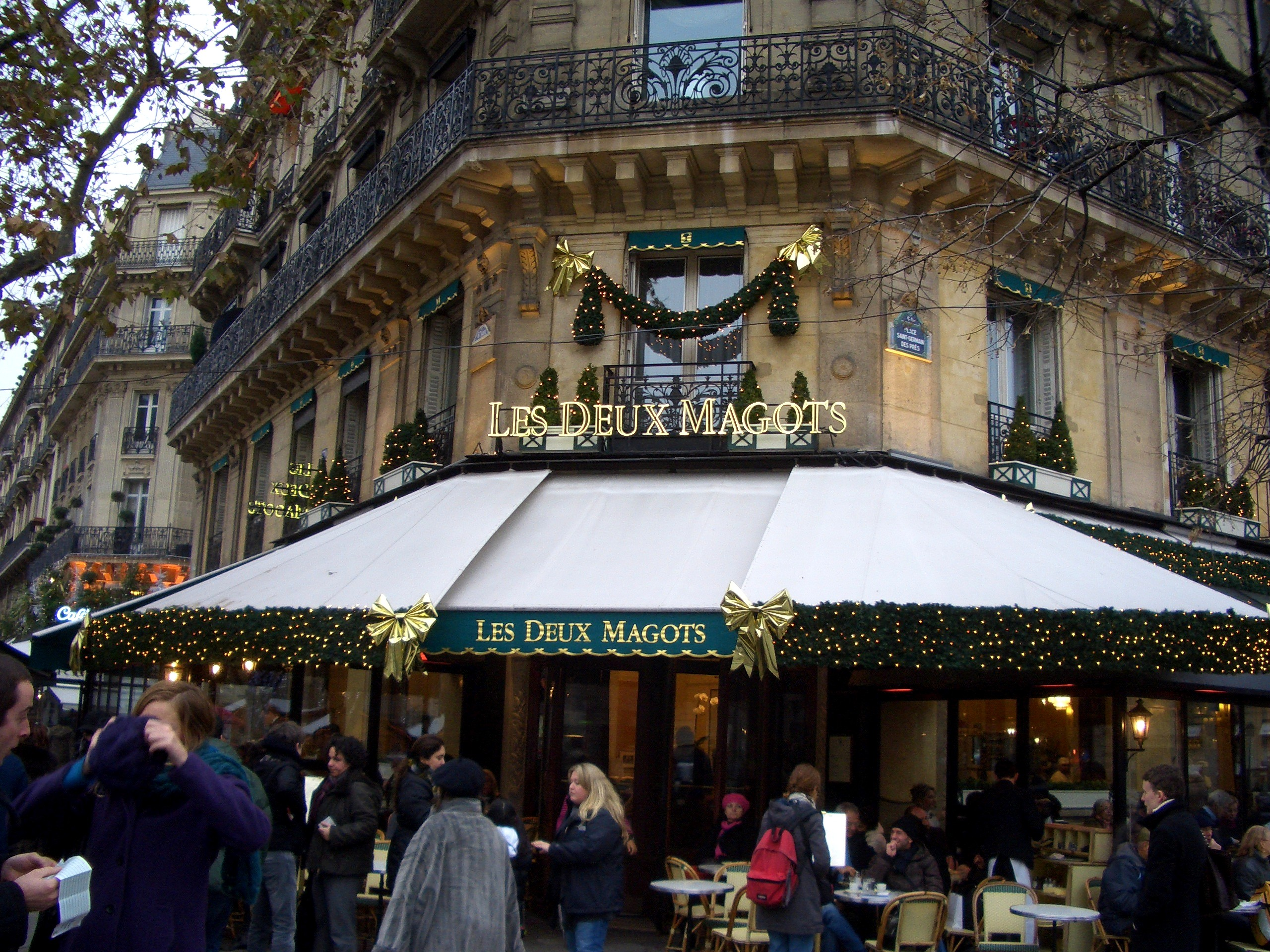
Il caffè Les Deux Magots

Un piccolo agglomerato si formò poco a poco intorno all'abbazia di Saint-Germain-des-Prés, consacrata, nel 558, da Germano, vescovo di Parigi, e situata, come il suo nome indica, all'esterno dell'agglomerazione parigina del medioevo. Il borgo Saint-Germain si è costituito nel XII secolo e contava allora circa 600 abitanti. Restò al di fuori della cerchia delle mura di Filippo Augusto.

I suoi confini geografici sono particolari, corrispondenti agli attuali VI e VII arrondissement.
Fino al XII secolo la parrocchia del paese è la chiesa di Saint-Pierre, situata sul luogo dell'attuale chiesa cattolica ucraina. Questa chiesa era stata consacrata nel 558, ma gli edifici in pietra sono stati costruiti solo verso l'anno 1000, ai tempi dello splendore e dell'intenso irraggiamento intellettuale dell'abbazia che s'era ingrandita senza tregua. Il nome della rue du Four deriva proprio dall'antico forno (four, in francese) dell'abbazia.
È del 1180 circa la prima chiesa di Saint-Sulpice che diventa la chiesa parrocchiale del borgo. 
La reputazione e l'anima del quartiere si devono al suo potere di attrazione nei confronti degli intellettuali che, a partire dal XVII secolo, hanno lasciato nel quartiere le tracce del loro talento e della loro arte, segnando sempre più in profondità le strade di Saint-Germain-des-Prés di un'impronta letteraria. Infatti, tra le personalità legate al quartiere, oltre agli Enciclopedisti, che s'unirono al Café Landelle di rue de Buci o al tuttora esistente Café Procope, anche gli stessi futuri rivoluzionari Marat, Danton e Guillotin che hanno risieduto nel quartiere.

Gli edifici del monastero sono stati distrutti durante la Rivoluzione, periodo nel quale sono serviti come magazzini della polvere da sparo.
Dal 1921 fino alla fine degli anni cinquanta, si poteva trovare nel quartiere anche la libreria Le Divan, il cui nome è lo stesso della rivista letteraria che pubblicava, e che è stata gestita da Henri Martineau, poeta ed editore di riviste letterarie ed esegesi stendhaliane. Questa libreria si trovava nel quartiere, all'angolo tra la rue Boneparte e rue de l'Abbaye.
Dopo la seconda guerra mondiale, il quartiere di Saint-Germain-des-Prés è divenuto un centro catalizzatore della vita intellettuale e culturale della città. Filosofi, scrittori, attori e musicisti si incontravano nei locali notturni (dai quali nasce il genere noto come Bebop) e nelle brasserie del quartiere, in cui la filosofia esistenzialista coabitava con il jazz americano.
Benché la zona sia oggi meno prestigiosa, in ambito culturale, che al tempo di Jean-Paul Sartre e Simone de Beauvoir, della cantante enigmatica Juliette Gréco e dei cineasti Jean-Luc Godard e François Truffaut, alcuni intellettuali continuano a frequentare la zona e i suoi caffè come Les Deux Magots e il Café de Flore. La Brasserie Lipp è rimasto un luogo di incontro di giornalisti, di scrittori in vista e di uomini politici come François Mitterrand.
Gli edifici del XVII secolo sono sopravvissuti ma ormai i negozi di abbigliamento e i grandi magazzini, spesso delle griffe di alta moda, hanno preso il posto di molti degli storici negozi e delle librerie che caratterizzavano questa parte della rive gauche.

## Cultura

### Letteratura
Molti scrittori hanno scritto sul quartiere in prosa, Boris Vian, Gabriel Matzneff, Jean-Paul Caracalla, Nicolas Barreau o poesia con Nicolas Grenier.

### Musica
Guy Béart ha cantato, nel 1961, Il n'y a plus d'après...(à Saint Germain des Prés). Questo brano è stato successivamente interpretato da Juliette Gréco, ispiratrice del quartiere.

## Trasporti
Il quartiere di Saint-Germain-des-Prés è delimitato a nord dalla Senna, a est dalla rue Mazarine, a sud da un tratto del boulevard Saint-Germain, dalla rue du Four e da un tratto della rue de Sèvres e a ovest da rue des Saint-Pères.
| Stazione               | Linea | Immagine | Apertura | Note                                                                    |
| ---------------------- | ----- | -------- | -------- | ----------------------------------------------------------------------- |
| Mabillon               |       |          | 1925     | Sull'estremità sud-orientale, tra Rue du Four e Boulevard Saint-Germain |
| Saint-Germain-des-Prés |       |          | 1910     | Nel centro del quartiere, tra Rue Boneparte e Boulevard Saint-Germain   |

Nei pressi di Saint-Germain-des-Prés, all'interno dell'attiguo quartiere di Notre-Dame-des-Champs si trova, inoltre, la fermata di Saint-Sulpice.
Le linee di autobus 24, 27, 39, 63, 70, 84, 86, 87, 95 e 96 servono il quartiere di giorno, mentre le Noctilien N01, N02, N12, N13 e N121 servono il quartiere di Saint-Germain-des-Prés di notte.